# Gyanógeregye
Gyanógeregye è un comune dell'Ungheria di 148 abitanti (dati 2001). È situato nella contea di Vas.